# Robert James-Collier

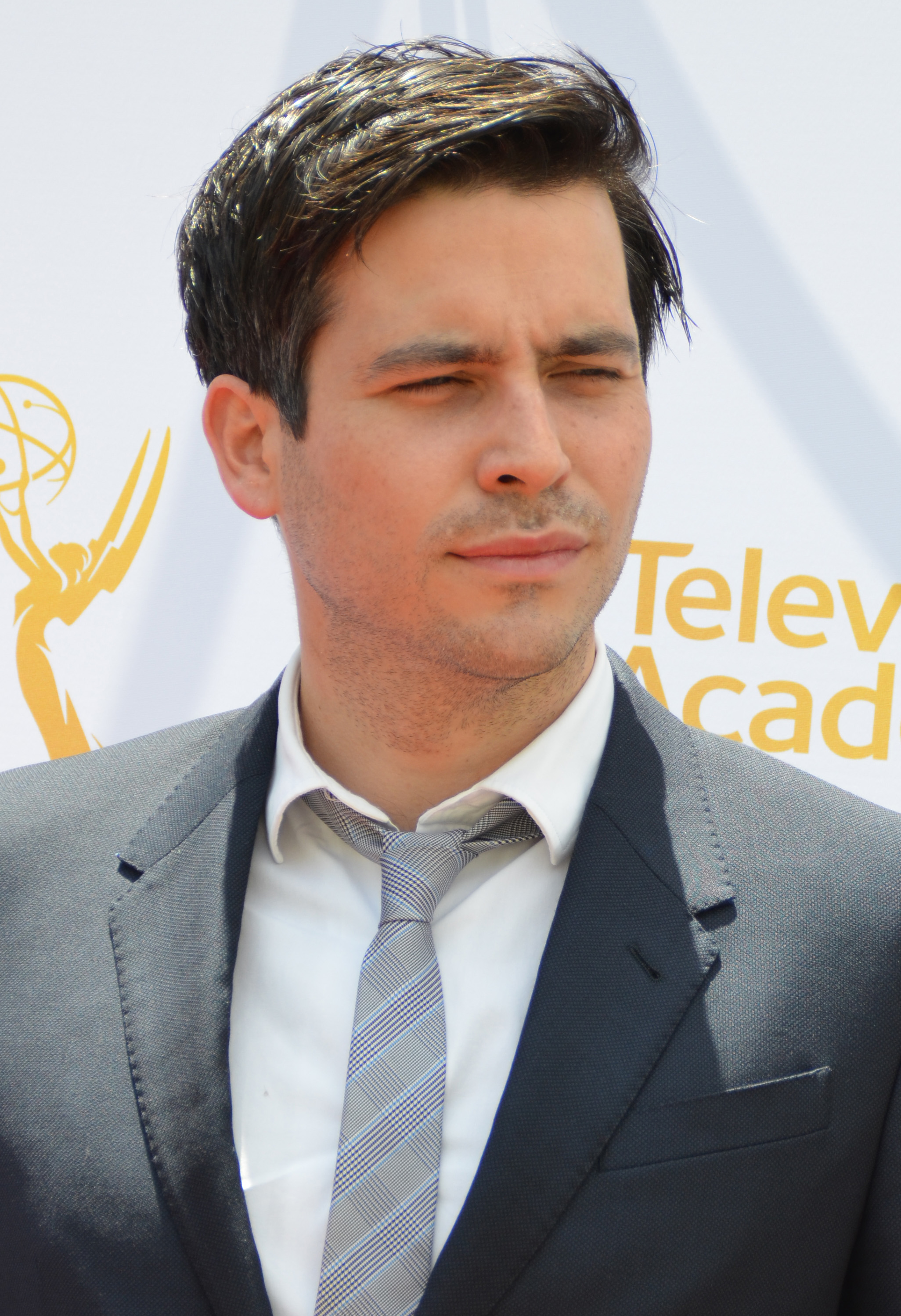
Robert James-Collier

Robert James-Collier (Salford, 23 september 1976) is een Brits fotomodel en acteur. Hij is in België en Nederland vooral bekend geworden door zijn rol als Thomas Barrow in de televisieserie Downton Abbey.

## Levensloop
Hij werd geboren als Robert Collier. Omdat de Britse acteursvakbond Equity voorschrijft dat een naam maar één keer mag voorkomen wijzigde hij zijn naam in Robert James-Collier, om verwarring te voorkomen. Hij bezocht de katholieke middelbare school St. Patrick in Eccles (Greater Manchester) en behaalde een academische graad in zowel handelswetenschappen (aan de universiteit van Huddersfield) als in marketing (aan de University of Manchester).
Zonder enige theateropleiding deed hij auditie voor de tv-serie Down to Earth. Hij werd aangenomen en was daarna ook te zien in New Street Law en de tv-serie Shameless.
In 2006-2008 speelde hij Liam Connor in Coronation Street. In de jaren 2007-2008 trad hij op als model voor de collecties van het atelier Argos. Hij won hierdoor in die jaren de award van Sexiest Male.
Zijn opgedane acteerervaring leverde hem in 2010 de rol op die hem het meeste bekendheid opleverde: die van lakei, onderbutler en butler Thomas Barrow in de tv-serie Downton Abbey. Hij speelde de rol tijdens de volledige looptijd van de serie, en daarna ook in de speelfilms die in 2019 en 2022 uitkwamen (zie 'Filmografie'). Ook was hij op het toneel actief, in de West-Endversie van Calendar Girls.

## Filmografie
- 2005: Down to Earth
- 2005: Perfect Day
- 2006–2008: Coronation Street
- 2010–2015: Downton Abbey
- 2011: Mercenaries
- 2012: Love Life
- 2012: Spike Island
- 2013: Wayland’s Song
- 2015: A Christmas Star
- 2016: The Level
- 2017: The Ritual
- 2019: Death in Paradise
- 2019: Vera
- 2019: Ackley Bridge
- 2019: Downton Abbey (film)
- 2020: Fate: The Winx Saga
- 2022: Downton Abbey: A New Era

## Bron
Dit artikel is gebaseerd op het gelijknamig artikel op de Engelse Wikipedia.